# Microsoft Power BI
Microsoft Power BI là một sản phẩm phần mềm trực quan hóa dữ liệu tương tác được phát triển bởi Microsoft với trọng tâm chính là kinh doanh thông minh (BI). Power BI là một phần của Microsoft Power Platform. Power BI là tập hợp các dịch vụ phần mềm, ứng dụng và trình kết nối, hoạt động cùng nhau để biến các nguồn dữ liệu không liên quan thành thông tin chi tiết, mạch lạc, trực quan. Dữ liệu có thể được nhập bằng cách đọc trực tiếp từ cơ sở dữ liệu, trang web hoặc các tệp có cấu trúc như bảng tính, CSV, XML và JSON.

## Thông tin chung
Power BI cung cấp các dịch vụ kinh doanh thông minh dựa trên điện toán đám mây, được gọi là "Dịch vụ Power BI", cùng với giao diện dựa trên máy tính để bàn, được gọi là "Power BI Desktop". Microsoft Power BI cung cấp khả năng kho dữ liệu bao gồm chuẩn bị dữ liệu, khai phá dữ liệu và bảng điều khiển tương tác. Vào tháng 3 năm 2016, Microsoft đã phát hành một dịch vụ bổ sung có tên là Power BI Embedded trên nền tảng Azure của mình. Một điểm khác biệt chính của sản phẩm là khả năng tải hình ảnh trực quan tùy chỉnh.

## Lịch sử
Phần mềm này ban đầu được phát triển bởi Thierry D'Hers và Amir Netz thuộc SQL Server Reporting Services tại Microsoft. Ban đầu phần mềm được thiết kế bởi Ron George vào mùa hè năm 2010 và được đặt tên là Project Crescent. Project Crescent ban đầu có sẵn để tải xuống công khai vào ngày 11 tháng 7 năm 2011, đi kèm với SQL Server Codename Denali. Sau đó phần mềm được đổi tên thành Power BI, được Microsoft công bố vào tháng 9 năm 2013 với tên gọi Power BI cho Office 365. Bản phát hành đầu tiên của Power BI dựa trên các phần bổ trợ dựa trên Microsoft Excel: Power Query, Power Pivot và Power View. Cùng với thời gian, Microsoft cũng bổ sung nhiều tính năng bổ sung như Hỏi Đáp, kết nối dữ liệu cấp doanh nghiệp và các tùy chọn bảo mật thông qua Power BI Gateways. Power BI lần đầu tiên được phát hành cho công chúng vào ngày 24 tháng 7 năm 2015. Phần mềm này có một số phiên bản dành cho máy tính để bàn, web và ứng dụng di động,...
Vào ngày 14 tháng 4 năm 2015, Microsoft thông báo rằng họ đã mua lại công ty Datazen của Canada, để "bổ sung cho Power BI, dịch vụ phân tích kinh doanh dựa trên đám mây của chúng tôi, hoàn thiện khả năng trên điện thoại di động cho những khách hàng cần giải pháp BI di động và tối ưu hóa cho Máy chủ SQL." ("complement Power BI, our cloud-based business analytics service, rounding out our mobile capabilities for customers who need a mobile BI solution implemented on-premises and optimized for SQL Server.")